# Лейдю, Клод
Клод Лейдю (фр. Claude Laydu; 10 марта 1927, Брюссель, Бельгия — 29 июля 2011, Масси, Франция) — бельгийский и французский актёр и телевизионный продюсер. Большую часть жизни работал во Франции.

## Биография
Клод Лейдю родился 10 марта 1927 года в Брюсселе, Бельгия. В 1947 году переехал в Париж, где учился в Консерватории драматического искусства. Работал в труппе Мадлена Рено и Жан-Луи Барро в парижском театре Мариньи.
Клод Лейдю стал известен благодаря исполнению главной роли кюре из Амбрикура в фильме Робера Брессона «Дневник сельского священника» (1950), снятый по одноимённому роману 1936 года Жоржа Бернаноса.
В 1962 году Лейдю вместе с женой Кристин Балли создал телевизионное кукольное детское шоу «Спокойной ночи, малыши» («Bonne Nuit les Petits»), в котором выступал как продюсер и исполнял главную роль рассказчика до закрытия программы в 1997 году.
Клод Лейдю умер 29 июля 2011 года в городе Масси (департамент Эсон во Франции) от сердечного заболевания.

## Фильмография
| Год  |   | Русское название             | Оригинальное название          | Роль                |
| ---- | - | ---------------------------- | ------------------------------ | ------------------- |
| 1950 | ф | Дневник сельского священника | Journal d'un curé de campagne  | кюре из Амбрикура   |
| 1951 | ф | Поездка в Америку            | Le voyage en Amérique          | Франсуа             |
| 1952 | ф | Сердце Казбека               | Au coeur de la Casbah          | Мишель              |
| 1952 | ф | Все мы убийцы                | Nous sommes tous des assassins | Филипп Арно         |
| 1952 | ф | Путь в Дамаск                | Le chemin de Damas             | Этьен               |
| 1953 | ф | Я был священником округа     | La guerra de Dios              | Андрес              |
| 1953 | ф | Без отпущения грехов         | Le bon Dieu sans confession    | Ролан Дюпон         |
| 1953 | ф | Дорога Наполеона             | La route Napoléon              | Пьер Маршан         |
| 1954 | ф | Распутин                     | Raspoutine                     | батюшка Александр   |
| 1954 | ф | Аттила                       | Attila                         | Валентиниано Цезарь |
| 1955 | ф | Цена любви                   | Interdit de séjour             | Пьер Менар          |
| 1956 | ф | Альтаир                      | Altair                         | Росси               |
| 1956 | ф | Симфония любви               | Sinfonia d'amore               | Франц Шуберт        |
| 1957 | ф | Колесо                       | La roue                        | Ролан Петельєр      |
| 1960 | ф | Диалог кармелиток            | Le dialogue des Carmélites     | Шевалье де ля Форс  |
| 1961 | ф | Итальянское каприччио        | Italienisches Capriccio        | Карло Гольдони      |
| 1963 | ф | Мафия в заграждении          | Mafia alla sbarra              |                     |

## Признание
| Год          | Категория                | Фильм                        | Результат |
| ------------ | ------------------------ | ---------------------------- | --------- |
| Премия BAFTA |                          |                              |           |
| 1954         | Лучший иностранный актёр | Дневник сельского священника | Номинация |